# Larry Ewing
Larry Ewing (...) è un informatico e programmatore di computer statunitense.
Conosciuto come il creatore del pinguino, mascotte di Linux, chiamato Tux forse come abbreviazione di tuxedo, forse derivato dal nome Torvald Unix.

Il pinguino Tux

Partecipa ai seguenti progetti:
- F-Spot
- GtkHTML
- Novell Evolution
- GIMP
- Gill